# Stachys anamurensis
Stachys anamurensis là một loài thực vật có hoa trong họ Hoa môi. Loài này được Sümbül miêu tả khoa học đầu tiên năm 1990.